# Barómetro aneroide

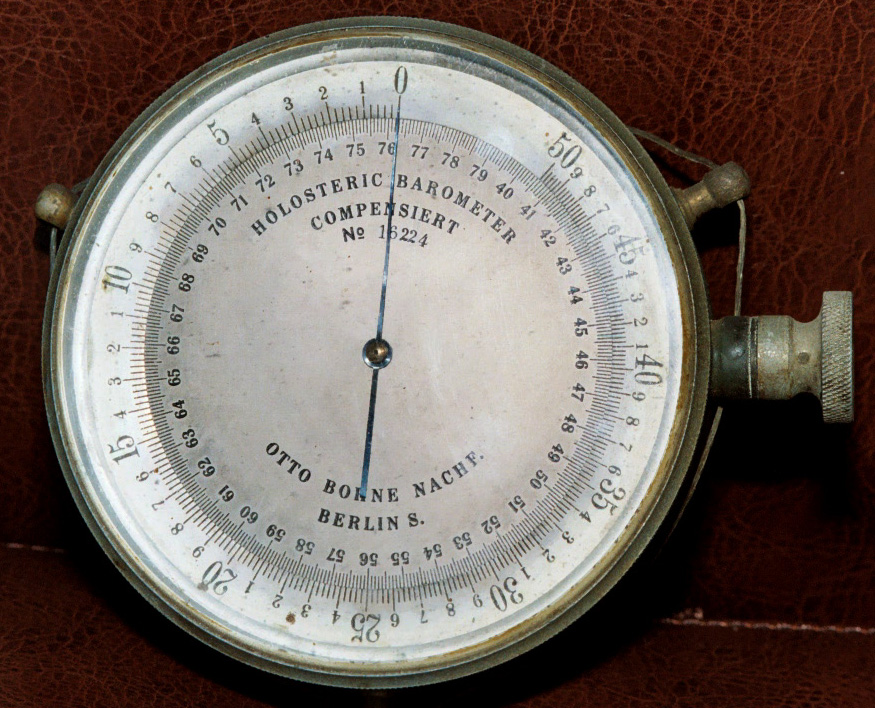
Antiguo barómetro aneroide.

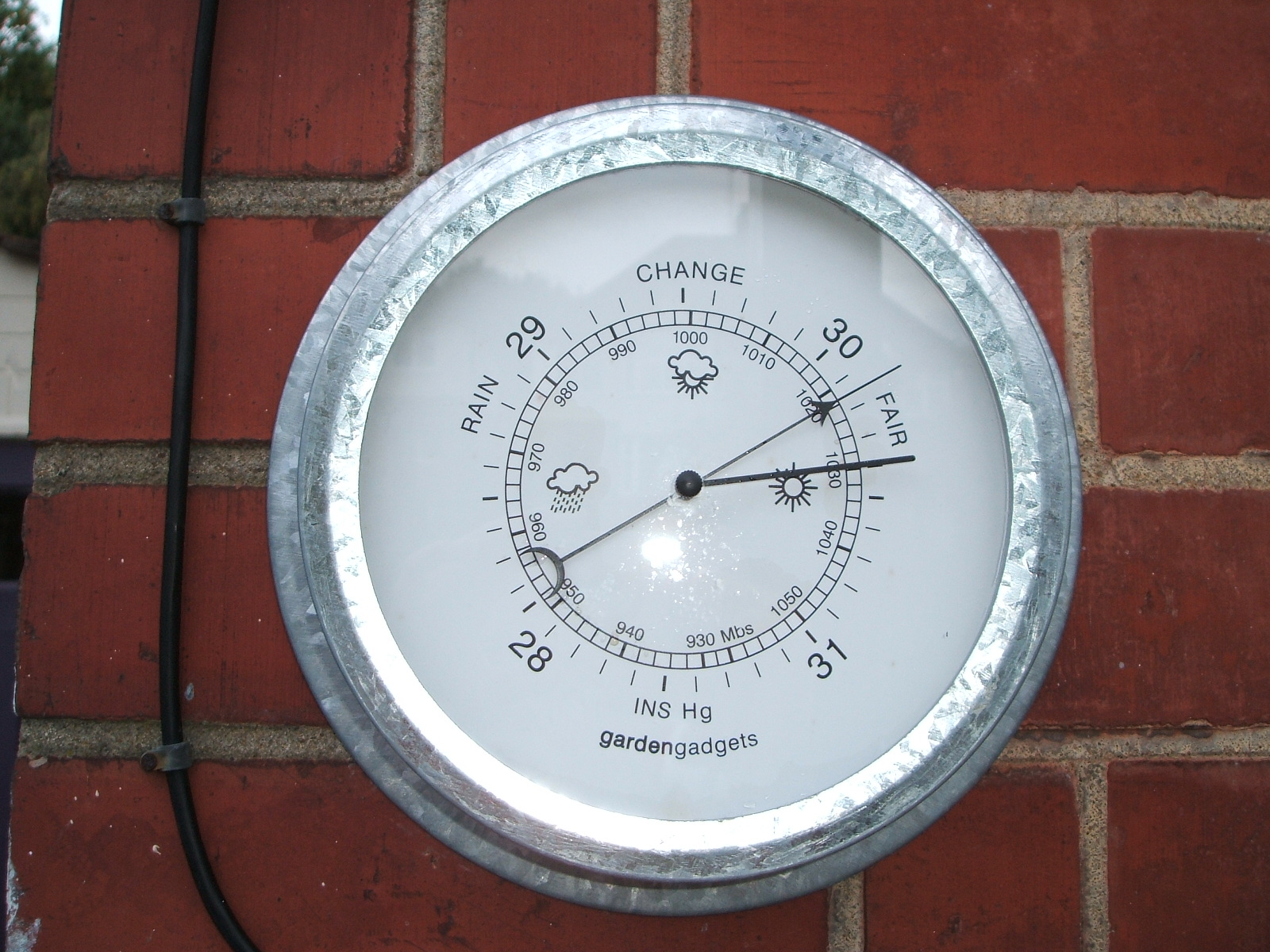
Moderno barómetro aneroide.

El barómetro aneroide es un barómetro preciso y práctico donde la presión atmosférica deforma la pared elástica de un cilindro en el que se ha hecho un vacío parcial, lo que a su vez mueve una aguja.
Fue inventado en 1843 por el científico Lucien Vidie. Utiliza una pequeña caja de metal flexible que se llama una célula de aneroide (cápsula), que está hecha de una aleación de berilio y cobre.
La cápsula de evacuación (o por lo general más cápsulas) evita el colapso por un muelle fuerte. Pequeños cambios en la presión externa del aire hacen que la célula se expanda o se contraiga. Esta expansión o contracción impulsa una palanca mecánica, de tal manera que los pequeños movimientos de la cápsula se amplifican y se muestran en la cara del barómetro aneroide. Muchos modelos incluyen una aguja de acción manual que se utiliza para marcar la medición actual, por lo que un cambio puede ser visto fácilmente. Además, el mecanismo se hace deliberadamente "duro", de modo que al tocar el barómetro revela si la presión está aumentando o disminuyendo a medida que el puntero se desplaza.
Unidades de medida para la conversión.
1 atmósfera = 760 mm Hg = 1013,25 hPa.